# Ulrich Cartarius
Ulrich Cartarius (* 15. Mai 1940 in Koblenz; † 7. Juli 2008) war ein deutscher Historiker und Archivar.

## Leben
Cartarius studierte Geschichte und Vergleichende Literaturwissenschaft in Frankfurt am Main, Würzburg und Darmstadt. Nach einem Stipendium am Deutschen Historischen Institut in Paris wurde er 1978 bei Karl Otmar von Aretin am Fachbereich 2 (Gesellschafts- und Geschichtswissenschaften) der TH Darmstadt mit der Dissertation Linksradikale Agitation und Propaganda im ersten Weltkrieg und ihr Einfluss auf die Haltung der deutschen Arbeiterschaft zum Dr. phil. promoviert.
Von 1980 bis 1982 war er Archivreferendar am Hauptstaatsarchiv Wiesbaden und besuchte die Archivschule Marburg. Im Anschluss war er für das Auswärtige Amt tätig und arbeitete für die Historische Kommission bei der Bayerischen Akademie der Wissenschaften.
1984 wurde Cartarius Referent und 1986 stellvertretender Leiter des Archivs der Sozialen Demokratie (AdsD) in Bonn. In dieser Zeit war er u. a. Gutachter im Innenausschuss des Deutschen Bundestages (1985). Ab 2007 war Cartarius im Universitätsarchiv Frankfurt am Main tätig, wo er unter anderem mit der Verzeichnung des Nachlasses des Physiknobelpreisträgers Max von Laue befasst war.

## Schriften (Auswahl)
- Linksradikale Klassenkampfparolen. Ausgangspunkt für eine Massenbasis in der deutschen Arbeiterschaft? (= Europäische Hochschulschriften. Reihe 3: Geschichte und ihre Hilfswissenschaften. Bd. 132). Lang, Frankfurt am Main u. a. 1980, ISBN 3-8204-6683-5.
- (Hrsg.): Deutschland im Ersten Weltkrieg. Texte und Dokumente 1914–1918 (= dtv. 2931). Deutscher Taschenbuch-Verlag, München 1982, ISBN 3-423-02931-5.
- Opposition gegen Hitler. Ein erzählender Bildband. Mit einem Essay von Karl Otmar von Aretin, Siedler, Berlin 1984, ISBN 3-88680-110-1 (aktualisierte Neuausgabe 1994).
- (Bearb.): Bibliographie „Widerstand“. Mit einer Einleitung von Karl Otmar Freiherr von Aretin, Saur, München u. a. 1984, ISBN 3-598-10468-5.
- Deutscher Widerstand 1933–1945. Hrsg. durch das Institut für Auslandsbeziehungen, Stuttgart 1983 (2. verbesserte deutsche Auflage 1985).